# Chersotis fimbriola
Chersotis fimbriola är en fjärilsart som beskrevs av Eugen Johann Christoph Esper 1803. Chersotis fimbriola ingår i släktet Chersotis och familjen nattflyn. Inga underarter finns listade i Catalogue of Life.